# Billionaires' Row

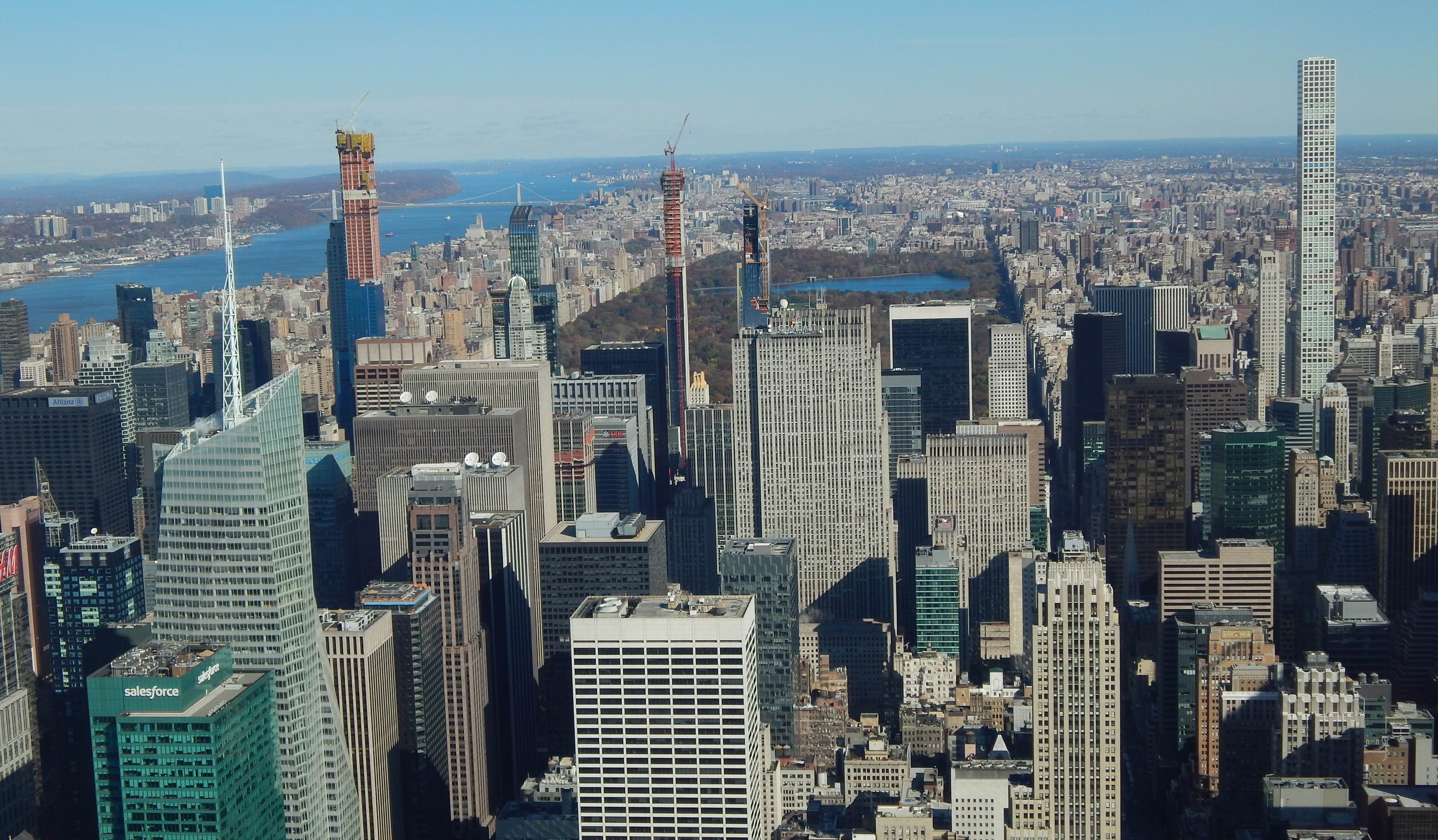
Vista de Midtown Manhattan desde el Empire State Building en noviembre de 2018, en la que se pueden apreciar los rascacielos de Billionaires' Row y Central Park.

Billionaires' Row (literalmente, «avenida de los multimillonarios») es el nombre dado a un conjunto de rascacielos residenciales de lujo, construidos o en proyecto, que están dispuestos aproximadamente a lo largo del lado sur de Central Park en Manhattan, Nueva York. Varios de estos edificios tienen más de 300 metros de altura, y están entre los edificios más altos del mundo. Dado que la mayoría de estos edificios se encuentran en la Calle 57, el término también se usa para referirse a esta calle.

## Contexto

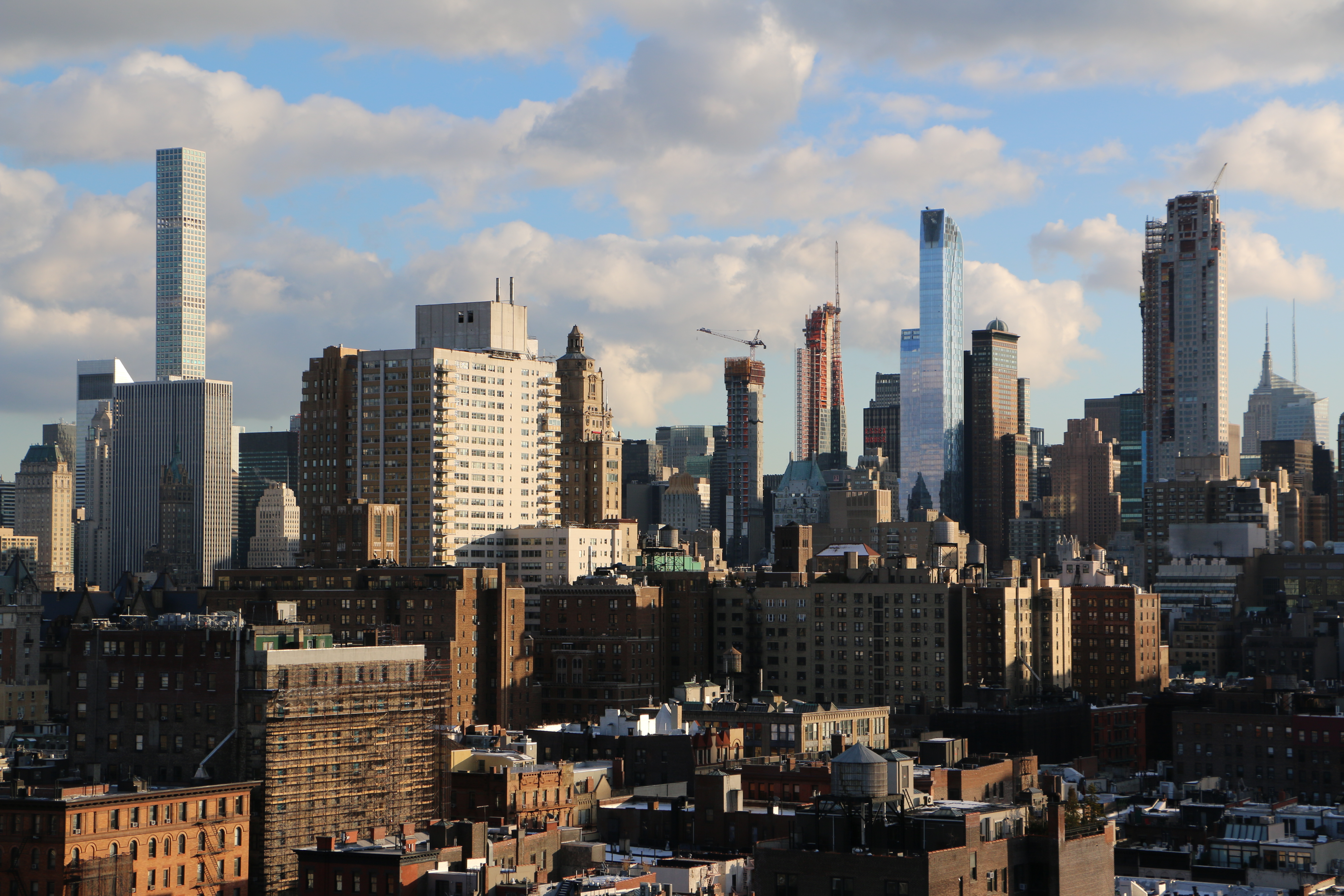
El skyline de Nueva York, con Billionaire's Row en el centro.

La zona es notable por contener algunas de las viviendas más caras del mundo. Las dos plantas más altas de One57 fueron vendidas a Michael Dell por 100.47 millones de dólares en 2015, estableciendo el récord del apartamento más caro vendido en la historia de Nueva York. Otro dúplex del edificio fue comprado por el gestor de fondos de cobertura Bill Ackman por 91.5 millones de dólares. El ático en la planta más alta de 432 Park Avenue fue comprado por el magnate saudí Fawaz Al Hokair por 87.7 millones de dólares, y se dice que el gestor de fondos de cobertura Kenneth C. Griffin compró tres plantas en 220 Central Park South por 238 millones de dólares, rompiendo el récord de One57 de la vivienda más cara vendida en Nueva York y estableciendo un nuevo récord de la vivienda más cara vendida en los Estados Unidos. En ese mismo edificio, varias unidades fueron combinadas en una mansión de cuatro plantas que costó 250 millones de dólares. Estos proyectos han generado controversia sobre las condiciones económicas y las regulaciones urbanísticas que han permitido la construcción de estos edificios, así como el impacto que estas torres tendrán en los barrios de los alrededores y las sombras que proyectarán en Central Park.
Uno de los factores que explican este boom es la inversión extranjera, a menudo bajo la forma de fuga de capitales. Algunos de los compradores de estas propiedades han invertido dinero en el mercado inmobiliario de alta gama de Nueva York con el objetivo de la elusión fiscal, el blanqueo de capitales o para exportar riqueza a lugares donde es más difícil que sea confiscada por el Estado. Muchos de los apartamentos solo están ocupados esporádicamente, funcionando como pied-à-terres, o como «cajas de seguridad inmobiliarias» para aparcar el dinero.
El boom inmobiliario de lujo en la zona es anterior a la acuñación del término Billionaire's Row. El Time Warner Center, construido en 2003, está en la esquina suroeste de Central Park. La mayoría de su propietarios compraron sus apartamentos de manera anónima (mediante empresas fantasmas y fideicomisos); al menos diecisiete de ellos son multimillonarios. 15 Central Park West, dos manzanas al norte, contiene unidades que han sido adquiridas por los multimillonarios Sara Blakely, Lloyd Blankfein, Omid Kordestani, Daniel Loeb, Daniel Och, Eyal Ofer, Pan Shiyi, Sandy Weill, Jerry Yang y Zhang Xin. Antes de la venta del ático de cien millones de dólares de One57, el récord del apartmento más caro de Nueva York eran los 88 millones de dólares pagados por Dmitry Rybolovlev por un ático en 15 Central Park West.
En 2016, el Departamento del Tesoro de los Estados Unidos anunció que empezaría a identificar y rastrear la compra de unidades de lujo, especialmente las pagadas en efectivo o mediante empresas fantasmas, para reducir la práctica del blanqueo de capitales. También se han promulgado nuevas leyes en China restringiendo la salida de capitales, y los menores precios del petróleo han afectado a los potenciales compradores de Oriente Medio. La incertidumbre sobre el Brexit también ha tenido influencia. Esto ha debilitado el mercado de las unidades más caras, lo que ha hecho que algunos hayan declarado que el «boom de los ocho dígitos» en Billionaire's Row ha terminado. Ante este mercado a la baja, al menos un proyecto en la zona (1 Park Lane) se ha paralizado.

## Edificios
El primer edificio de más de 300 metros de altura que se construyó en la zona fue One57, un edificio residencial de 306 m de altura situado entre la Sexta y la Séptima Avenida que fue completado en 2014. En ese momento, había varios rascacielos más en proyecto o en construcción a lo largo del tramo de la Calle 57 que corresponde aproximadamente con el límite sur de Central Park. Debido a los frecuentes precios récord por los que se han vendido los apartamentos de estos edificios, la prensa apodó a esta sección de la Calle 57 Billionaires' Row. Desde entonces, el término se ha extendido a otros rascacielos residenciales de lujo que dan hacia el sur de Central Park aunque no se encuentren en la Calle 57.
Entre los proyectos (propuestos, en construcción o construidos) que se han considerado parte de Billionaires' Row se encuentran:
| Dirección              | Nombre                                | Inicio de la construcción | Finalización            | Altura  | Imagen |
| ---------------------- | ------------------------------------- | ------------------------- | ----------------------- | ------- | ------ |
| 157 West 57th Street   | One57                                 | Abril de 2009             | 2014                    | 306,3 m |        |
| 432 Park Avenue        | 432 Park Avenue                       | Septiembre de 2011        | 23 de diciembre de 2015 | 425,8 m |        |
| 252 East 57th Street   | 252 East 57th Street                  | 2013                      | 2016                    | 217 m   |        |
| 111 West 57th Street   | 111 West 57th Street o Steinway Tower | 2014/15                   | 2020 (est.)             | 438,3 m |        |
| 225 West 57th Street   | Central Park Tower o Nordstrom Tower  | 2014                      | 2020 (est.)             | 472,4 m |        |
| 220 Central Park South | 220 Central Park South                | 2015                      | 2019                    | 290,2 m |        |
| 53 West 53rd Street    | 53W53                                 | 2014                      | 2019                    | 320 m   |        |
| 520 Park Avenue        | 520 Park Avenue                       | 2015                      | 2018                    | 238 m   |        |